# Oligosoma whitakeri
Espèce
Synonymes
- Cyclodina whitakeri Hardy, 1977

Statut de conservation UICN

 EN  : En danger
Oligosoma whitakeri est une espèce de sauriens de la famille des Scincidae.

## Répartition
Cette espèce est endémique de l'île du Nord en Nouvelle-Zélande.

## Étymologie
Cette espèce est nommée en l'honneur d'Anthony Hume Whitaker.

## Publication originale
- Hardy, 1977 : The New Zealand Scincidae (Reptilia : Lacertilia); a taxonomic and zoogeographic study. New Zealand Journal of Zoology, vol. 4, p. 221-325.